# NGC 2673
NGC 2673 est une galaxie elliptique située dans la constellation du Cancer. NGC 2673 a été découverte par l'astronome germano-britannique William Herschel en 1784.

## Caractéristiques
Sa vitesse par rapport au fond diffus cosmologique est de 4 018 ± 19 km/s, ce qui correspond à une distance de Hubble de 59,3 ± 4,2 Mpc (∼193 millions d'al).
À ce jour, quatre mesures non basées sur le décalage vers le rouge (redshift) donnent une distance de 60,725 ± 15,287 Mpc (∼198 millions d'al), ce qui est à l'intérieur des valeurs de la distance de Hubble.

## Paire de galaxies en interaction
NGC 2672 et NGC 2673 forment une paire de galaxies en rencontre rapide .
La plus petite de la paire, NGC 2673, présente deux queues de marée, alors que NGC 2672 n'est que légèrement perturbée. La dispersion des vitesses dans NGC 2672 est à peu près constante, mais elle semble augmenter avec le rayon dans la plus petite galaxie, ce qui indique un fort réchauffement par effet de marée. On observer dans NGC 2672 des zones en faible rotation opposée à celle de la galazie.
NGC 2672 apparaît dans la publication Atlas of Peculiar Galaxies de Halton Arp comme Arp 167. Arp mentionne au sujet de NGC 2672 que c'est une galaxie compact très condensée présentant un panache courbé. Cependant, NGC 2673 n'est pas mentionnée, contrairement à ce qui est indiqué sur certaines sources,, mais il est plus que probable qu'elle devrait y figurer, peut-être un oubli de Arp?